# Boris Timkanič
Boris Timkanič (20. ledna 1925 – 8. srpna 2012) byl slovenský fotbalista, záložník. Po skončení aktivní kariéry působil jako trenér. Za Žilinu hrál i hokej.

## Fotbalová kariéra
V československé lize hrál za ŠK Žilina a ATK Praha. Nastoupil ve 219 ligových utkáních a dal 8 gólů.

## Ligová bilance
| Ročník                                     | Zápasy | Góly | Klub           |
| ------------------------------------------ | ------ | ---- | -------------- |
| Státní liga 1945/46                        | -      | 1    | ŠK Žilina      |
| Státní liga 1946/47                        | -      | 0    | ŠK Žilina      |
| Státní liga 1947/48                        | -      | 0    | ŠK Žilina      |
| Státní liga 1948                           | -      | 0    | ŠK Žilina      |
| Státní liga 1948                           | -      | 0    | ATK Praha      |
| Celostátní československé mistrovství 1949 | -      | 1    | ATK Praha      |
| Celostátní československé mistrovství 1950 | -      | 0    | ATK Praha      |
| Celostátní československé mistrovství 1950 | -      | 0    | Slovena Žilina |
| Mistrovství československé republiky 1951  | -      | 0    | Slovena Žilina |
| Mistrovství československé republiky 1952  | -      | 3    | Slovena Žilina |
| Přebor československé republiky 1954       | -      | 2    | Iskra Žilina   |
| Přebor československé republiky 1955       | -      | 1    | Iskra Žilina   |
| 1. československá fotbalová liga 1956      | 20     | 0    | Dynamo Žilina  |
| 1. československá fotbalová liga 1958/59   | 10     | 0    | Dynamo Žilina  |
| CELKEM                                     | 219    | 8    |                |